# Gavarra (stacja metra)
Gavarra - stacja metra w Barcelonie, na linii 5. Stacja została otwarta w 1983.